# Tarot Visconti-Sforza

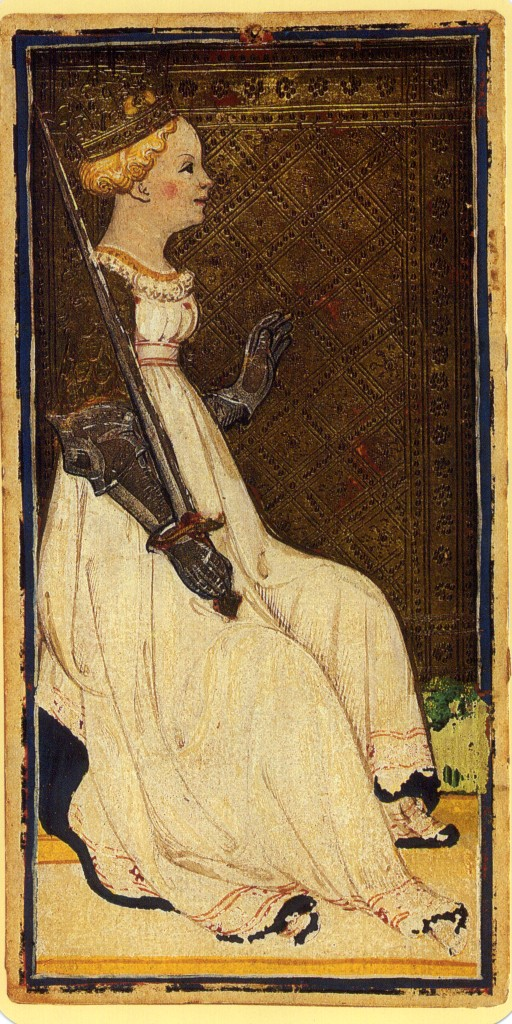
La dame d'épée du tarot Pierpont-Morgan, l'une des cartes du tarot Visconti-Sforza.

Le tarot Visconti-Sforza est un ensemble de cartes de tarot enluminées, c’est-à-dire peintes et ornées comme des enluminures de manuscrit, du XVe siècle. Celui que l’on désigne ainsi – mais les historiens d’art préfèrent le nommer Colleoni ou Colleoni-Baglioni, du nom de leurs derniers propriétaires privés – n’est pas le plus ancien – on le date aujourd’hui de 1456-58, mais c’est assurément le plus complet… ou le moins incomplet avec 74 cartes conservées sur 78. Selon Sandra A. Thomson, « il pourrait avoir eu un impact significatif sur la composition visuelle, la numérotation et l'interprétation des cartes à jouer modernes », mais on ne voit pas en quoi…, d'autant plus que les tarots enluminés ne portent aucun numéro et que l'ordre des atouts change d'une région à l'autre.

## Caractéristiques
Le nom « tarot Visconti » ou « Visconti-Sforza » désigne des jeux de tarot enluminés, généralement datés du XVe siècle et peints pour la cour de Milan. Ces jeux précieux sont conservés aujourd’hui dans des musées et bibliothèques aux États-Unis et en Europe. Aucun jeu n’est complet, mais celui précisément nommé « Visconti-Sforza » n’est pas loin de l’être puisqu’il lui manque quatre cartes seulement. Les cartes subsistantes sont d'un intérêt historique particulier du fait de la beauté et des détails de leur composition, souvent réalisée en matériaux précieux et reproduisant possiblement des membres des familles Visconti et Sforza en habits et cadres d'époque. En conséquence, elle offre un aperçu de la vie nobiliaire à Milan. À l'époque de leur commande par Philippe Marie Visconti, duc de Milan, et son successeur Francesco Sforza, les cartes sont simplement connues sous le nom de « trionfi » (« triomphes », c'est-à-dire « atouts ») et sont utilisées pour le jeu.
Les cartes sont réalisées en carton, peintes à la main de couleurs vives sur fond souvent doré ou argenté. Certains détails sont également dorés, rapprochant les cartes des enluminures et miniatures médiévales. Elles sont significativement plus grandes que les cartes contemporaines : entre 170 et 190 mm de long sur 80 à 90 mm de large.
Les cartes subsistantes sont regroupées dans trois jeux principaux :
- Visconti di Modrone (New Haven, Université Yale, Beinecke Rare Book and Manuscript Library) : 67 cartes (11 atouts, 17 figures, 39 valeurs) ;
- Brambilla (Milan, Pinacoteca di Brera) : 48 cartes (2 atouts, 7 figures, 39 valeurs) ;
- Colleoni / Visconti-Sforza (New York, Morgan Library & Museum et Bergame, Accademia Carrara) : 74 cartes (20 atouts, 15 figures, 39 valeurs).

## Jeux existants

### Tarot Colleoni / Visconti-Sforza
Ce jeu, également connu sous la désignation « Colleoni-Baglioni », ou « Visconti-Sforza », a été produit vers 1456/58. Composé à l'origine de 78 cartes, il en contient actuellement 74 : 20 atouts (22 à l'origine), 15 figures (16 à l'origine) et 39 valeurs (40 à l'origine). La Morgan Library & Museum de New York en possède 35, l'Académie Carrara de Bergame en compte 26, les 13 cartes restantes figurent dans la collection privée de la famille Colleoni à Bergame, et sont en dépôt à l'Accademia Carrara. Les cartes manquantes sont le Diable, La Tour, le cavalier de denier et le trois d'épée.
Les cartes sont réalisées en carton avec des coins arrondis ; elle mesurent 173 × 87 mm. Les atouts et les figures possèdent un fond doré, tandis que les cartes numérales ont des fonds de couleur crème avec un motif de fleurs et de feuilles de vigne. Les figures des bâtons portent des habits argentés et un long bâton, terminé à chaque extrémité par un large pommeau, à l'exception de celui du roi, qui se termine ainsi seulement au sommet. Les figures des coupes portent des habits dorés, embellis d'armoiries de soleil et rayons ; chaque figure porte une grande coupe. Les figures des épées sont munies d'armures complètes et portent une grande épée. Les figures de denier portent des habits décorés de rubans bleus enroulés autour de soleils circulaires ; le cavalier est le seul à ne pas porter une couronne ducale.
Les premières traces connues du jeu remontent au XVIIIe siècle, lorsque le chanoine-comte Antonio Maria Ambiveri (Bergame 1727-1782) légua 75 cartes à la famille Donati, qui les légua à son tour au comte Alessandro Colleoni (1840-1924) à la fin du XIXe siècle. Le comte Colleoni en troqua 26 à son ami Francesco Baglioni, qui les légua à sa mort à l'Accademia Carrara. Par la suite, Colleoni continua de démembrer ce jeu, vendit 35 cartes aux antiquaires franco-hollandais Hamburger Frères, et ceux-ci les vendirent à John Pierpont Morgan en 1911. Dans toutes ces opérations, le comte Colleoni perdit une carte, le trois d’épée !

### Tarot Visconti di Modrone

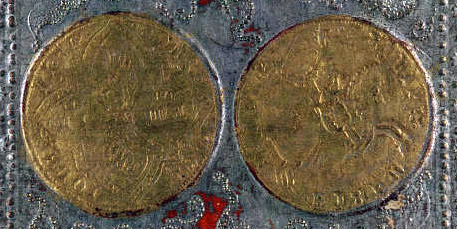
Détail du quatre de denier, montrant l'avers et la face du florin d'or de Philippe Marie Visconti.

Ce jeu est nommé d'après son dernier propriétaire, la famille italienne des Visconti di Modrone, qui l'a longtemps possédé avant de le vendre, en 1947, dans des conditions critiquables, à Mary Flager Cary, veuve de Melbert B. Cary, qui a légué leur collection de cartes à jouer à la bibliothèque Beinecke de l'université Yale en 1967. Parmi les datations proposées, on trouve 1466 ou 1468. Certains ont aussi suggéré qu'elles pourraient être les plus anciennes de toutes les cartes, peut-être commandées par Philippe Marie Visconti au début du projet, mais cette hypothèse est aujourd'hui abandonnée. Mais plusieurs chercheurs font valoir que le jeu a été produit entre 1442 et 1447, car les cartes de denier portent l'avers et la face du florin d'or introduit en 1442 par Philippe Marie Visconti et retiré à sa mort en 1447. (Toutefois, ce florin ou ducat fut frappé dès 1427.)
L'exécution des cartes est peut-être due à Andrea Bembo, frère aîné du plus connu Bonifacio, et elles auraient pu être peintes vers 1441/42. La relation avec le mariage de Bianca Maria Visconti et de Francesco Sforza en 1441 à Crémone est cependant contestée car il n’y a en réalité aucun emblème Sforza sur les tenues des figures (les nèfles viscontéennes avaient été prises pour des coings Sforza).
67 cartes ont survécu : 11 atouts, 17 figures et 39 valeurs. Étant donné la distribution du jeu de la Morgan Library, il a été suggéré que le nombre total de cartes lors de sa réalisation devait s'établir à 86, mais cette proposition ne fait pas l'unanimité.
Le tarot Visconti di Modrone est le seul jeu de tarot comportant six figures différentes : les traditionnels rois, dames, cavaliers et valets sont complétés par des servantes et des cavalières.
Les cartes mesurent environ 189 × 90 mm. Les atouts ont un fond doré, les cartes numérales un fond argenté.

### Tarot Brambilla
Ce jeu porte le nom de Giovanni Battista Brambilla (1809-1881), qui acquit ces cartes à Venise (?) vers 1830, sûrement avant 1841. En 1971, il a été acheté par la pinacothèque de Brera à Milan. Apparemment commandé par Filippo Maria Visconti avant 1447, il en subsiste 48 cartes, dont seulement deux atouts : l'Empereur et la Roue de Fortune. Il n'est pas sûr qu'il ait été peint par Bonifacio Bembo.
Les cartes mesurent 180 × 90 mm. Les figures ont un fond doré, les cartes numérales un fond argenté. Les sept figures subsistantes sont le cavalier et le valet de coupe, le cavalier et le valet de denier, le cavalier, le valet et la dame de bâton. Toutes les cartes numérales ont survécu, à l'exception du quatre de denier, qui était cependant présent en 1843 (Ferrario décrivait 49 cartes, en précisant « completo nelle merci », c'est-à-dire complet de ses cartes de points dans les quatre couleurs).

## Tableaux récapitulatifs

### Atouts
| Atout              | Visconti di Modrone   | Brambilla             | Colleoni                    |
| ------------------ | --------------------- | --------------------- | --------------------------- |
| Le Fou             | perdu                 | perdu                 | Morgan Library              |
| Le Bateleur        | perdu                 | perdu                 | Morgan Library              |
| La Papesse         | perdu                 | perdu                 | Morgan Library              |
| L'Impératrice      | Bibliothèque Beinecke | perdu                 | Morgan Library              |
| L'Empereur         | Bibliothèque Beinecke | Pinacothèque de Brera | Académie Carrara            |
| Le Pape            | perdu                 | perdu                 | Morgan Library              |
| L'Amoureux         | Bibliothèque Beinecke | perdu                 | Morgan Library              |
| Le Chariot         | Bibliothèque Beinecke | perdu                 | Morgan Library              |
| La Justice         | perdu                 | perdu                 | Académie Carrara            |
| Le Temps           | perdu                 | perdu                 | Morgan Library              |
| La Roue de Fortune | perdu                 | Pinacothèque de Brera | Morgan Library              |
| La Force           | Bibliothèque Beinecke | perdu                 | sostituita Morgan Library   |
| Le Pendu           | perdu                 | perdu                 | Morgan Library              |
| La Mort            | Bibliothèque Beinecke | perdu                 | Morgan Library              |
| La Tempérance      | perdu                 | perdu                 | sostituita Morgan Library   |
| Le Diable          | perdu                 | perdu                 | perdu                       |
| La Tour            | perdu                 | perdu                 | perdu                       |
| L'Étoile           | perdu                 | perdu                 | sostituita Académie Carrara |
| La Lune            | perdu                 | perdu                 | sostituita Académie Carrara |
| Le Soleil          | perdu                 | perdu                 | sostituita Morgan Library   |
| Le Jugement        | Bibliothèque Beinecke | perdu                 | Morgan Library              |
| Le Monde           | Bibliothèque Beinecke | perdu                 | sostituita Académie Carrara |
| La Foi             | Bibliothèque Beinecke | —                     | —                           |
| L'Espérance        | Bibliothèque Beinecke | —                     | —                           |
| La Charité         | Bibliothèque Beinecke | —                     | —                           |

### Bâtons
| Carte              | Visconti di Modrone   | Brambilla             | Colleoni            |
| ------------------ | --------------------- | --------------------- | ------------------- |
| Roi de bâton       | perdu                 | perdu                 | Morgan Library      |
| Dame de bâton      | Bibliothèque Beinecke | Pinacothèque de Brera | Académie Carrara    |
| Cavalier de bâton  | perdu                 | Pinacothèque de Brera | Académie Carrara    |
| Cavalière de bâton | Bibliothèque Beinecke | —                     | —                   |
| Valet de bâton     | Bibliothèque Beinecke | Pinacothèque de Brera | Académie Carrara    |
| Servante de bâton  | Bibliothèque Beinecke | —                     | —                   |
| Dix de bâton       | Bibliothèque Beinecke | Pinacothèque de Brera | Collection Colleoni |
| Neuf de bâton      | Bibliothèque Beinecke | Pinacothèque de Brera | Morgan Library      |
| Huit de bâton      | Bibliothèque Beinecke | Pinacothèque de Brera | Collection Colleoni |
| Sept de bâton      | Bibliothèque Beinecke | Pinacothèque de Brera | Académie Carrara    |
| Six de bâton       | Bibliothèque Beinecke | Pinacothèque de Brera | Académie Carrara    |
| Cinq de bâton      | Bibliothèque Beinecke | Pinacothèque de Brera | Académie Carrara    |
| Quatre de bâton    | Bibliothèque Beinecke | Pinacothèque de Brera | Morgan Library      |
| Trois de bâton     | Bibliothèque Beinecke | Pinacothèque de Brera | Académie Carrara    |
| Deux de bâton      | Bibliothèque Beinecke | Pinacothèque de Brera | Collection Colleoni |
| As de bâton        | Bibliothèque Beinecke | Pinacothèque de Brera | Morgan Library      |

### Coupes
| Carte              | Visconti di Modrone   | Brambilla             | Colleoni            |
| ------------------ | --------------------- | --------------------- | ------------------- |
| Roi de coupe       | Bibliothèque Beinecke | perdu                 | Académie Carrara    |
| Dame de coupe      | perdu                 | perdu                 | Morgan Library      |
| Cavalier de coupe  | Bibliothèque Beinecke | Pinacothèque de Brera | Morgan Library      |
| Cavalière de coupe | perdu                 | —                     | —                   |
| Valet de coupe     | Bibliothèque Beinecke | Pinacothèque de Brera | Morgan Library      |
| Servante de coupe  | Bibliothèque Beinecke | —                     | —                   |
| Dix de coupe       | Bibliothèque Beinecke | Pinacothèque de Brera | Académie Carrara    |
| Neuf de coupe      | Bibliothèque Beinecke | Pinacothèque de Brera | Morgan Library      |
| Huit de coupe      | Bibliothèque Beinecke | Pinacothèque de Brera | Collection Colleoni |
| Sept de coupe      | Bibliothèque Beinecke | Pinacothèque de Brera | Collection Colleoni |
| Six de coupe       | Bibliothèque Beinecke | Pinacothèque de Brera | Académie Carrara    |
| Cinq de coupe      | Bibliothèque Beinecke | Pinacothèque de Brera | Morgan Library      |
| Quatre de coupe    | Bibliothèque Beinecke | Pinacothèque de Brera | Collection Colleoni |
| Trois de coupe     | Bibliothèque Beinecke | Pinacothèque de Brera | Morgan Library      |
| Deux de coupe      | Bibliothèque Beinecke | Pinacothèque de Brera | Académie Carrara    |
| As de coupe        | Bibliothèque Beinecke | Pinacothèque de Brera | Morgan Library      |

### Deniers
| Carte               | Visconti di Modrone   | Brambilla             | Colleoni            |
| ------------------- | --------------------- | --------------------- | ------------------- |
| Roi de denier       | Bibliothèque Beinecke | perdu                 | Morgan Library      |
| Dame de denier      | Bibliothèque Beinecke | perdu                 | Morgan Library      |
| Cavalier de denier  | Bibliothèque Beinecke | Pinacothèque de Brera | perdu               |
| Cavalière de denier | Bibliothèque Beinecke | —                     | —                   |
| Valet de denier     | perdu                 | Pinacothèque de Brera | Académie Carrara    |
| Servante de denier  | Bibliothèque Beinecke | —                     | —                   |
| Dix de denier       | Bibliothèque Beinecke | Pinacothèque de Brera | Morgan Library      |
| Neuf de denier      | Bibliothèque Beinecke | Pinacothèque de Brera | Académie Carrara    |
| Huit de denier      | Bibliothèque Beinecke | Pinacothèque de Brera | Morgan Library      |
| Sept de denier      | Bibliothèque Beinecke | Pinacothèque de Brera | Morgan Library      |
| Six de denier       | Bibliothèque Beinecke | Pinacothèque de Brera | Collection Colleoni |
| Cinq de denier      | Bibliothèque Beinecke | Pinacothèque de Brera | Académie Carrara    |
| Quatre de denier    | Bibliothèque Beinecke | perdu                 | Collection Colleoni |
| Trois de denier     | perdu                 | Pinacothèque de Brera | Collection Colleoni |
| Deux de denier      | Bibliothèque Beinecke | Pinacothèque de Brera | Collection Colleoni |
| As de denier        | Bibliothèque Beinecke | Pinacothèque de Brera | Académie Carrara    |

### Épées
| Carte            | Visconti di Modrone   | Brambilla             | Colleoni            |
| ---------------- | --------------------- | --------------------- | ------------------- |
| Roi d'épée       | Bibliothèque Beinecke | perdu                 | Morgan Library      |
| Dame d'épée      | Bibliothèque Beinecke | perdu                 | Morgan Library      |
| Cavalier d'épée  | perdu                 | perdu                 | Académie Carrara    |
| Cavalière d'épée | Bibliothèque Beinecke | —                     | —                   |
| Valet d'épée     | perdu                 | perdu                 | Académie Carrara    |
| Servante d'épée  | Bibliothèque Beinecke | —                     | —                   |
| Dix d'épée       | Bibliothèque Beinecke | Pinacothèque de Brera | Morgan Library      |
| Neuf d'épée      | Bibliothèque Beinecke | Pinacothèque de Brera | Collection Colleoni |
| Huit d'épée      | Bibliothèque Beinecke | Pinacothèque de Brera | Académie Carrara    |
| Sept d'épée      | Bibliothèque Beinecke | Pinacothèque de Brera | Collection Colleoni |
| Six d'épée       | Bibliothèque Beinecke | Pinacothèque de Brera | Académie Carrara    |
| Cinq d'épée      | Bibliothèque Beinecke | Pinacothèque de Brera | perdu               |
| Quatre d'épée    | Bibliothèque Beinecke | Pinacothèque de Brera | Académie Carrara    |
| Trois d'épée     | Bibliothèque Beinecke | Pinacothèque de Brera | Académie Carrara    |
| Deux d'épée      | Bibliothèque Beinecke | Pinacothèque de Brera | Collection Colleoni |
| As d'épée        | Bibliothèque Beinecke | Pinacothèque de Brera | Morgan Library      |

## Dans la culture
Dans Nocturnes berlinois, album de bande dessinée de Juan Díaz Canales et Rubén Pellejero (2022), Corto Maltese part à la recherche d'une carte du tarot.